# Koronacja Poppei
Koronacja Poppei (wł. L'incoronazione di Poppea), SV 308 – dziewiąta i ostatnia opera włoskiego kompozytora barokowego, Claudia Monteverdiego, uznawana za arcydzieło muzyki barokowej.

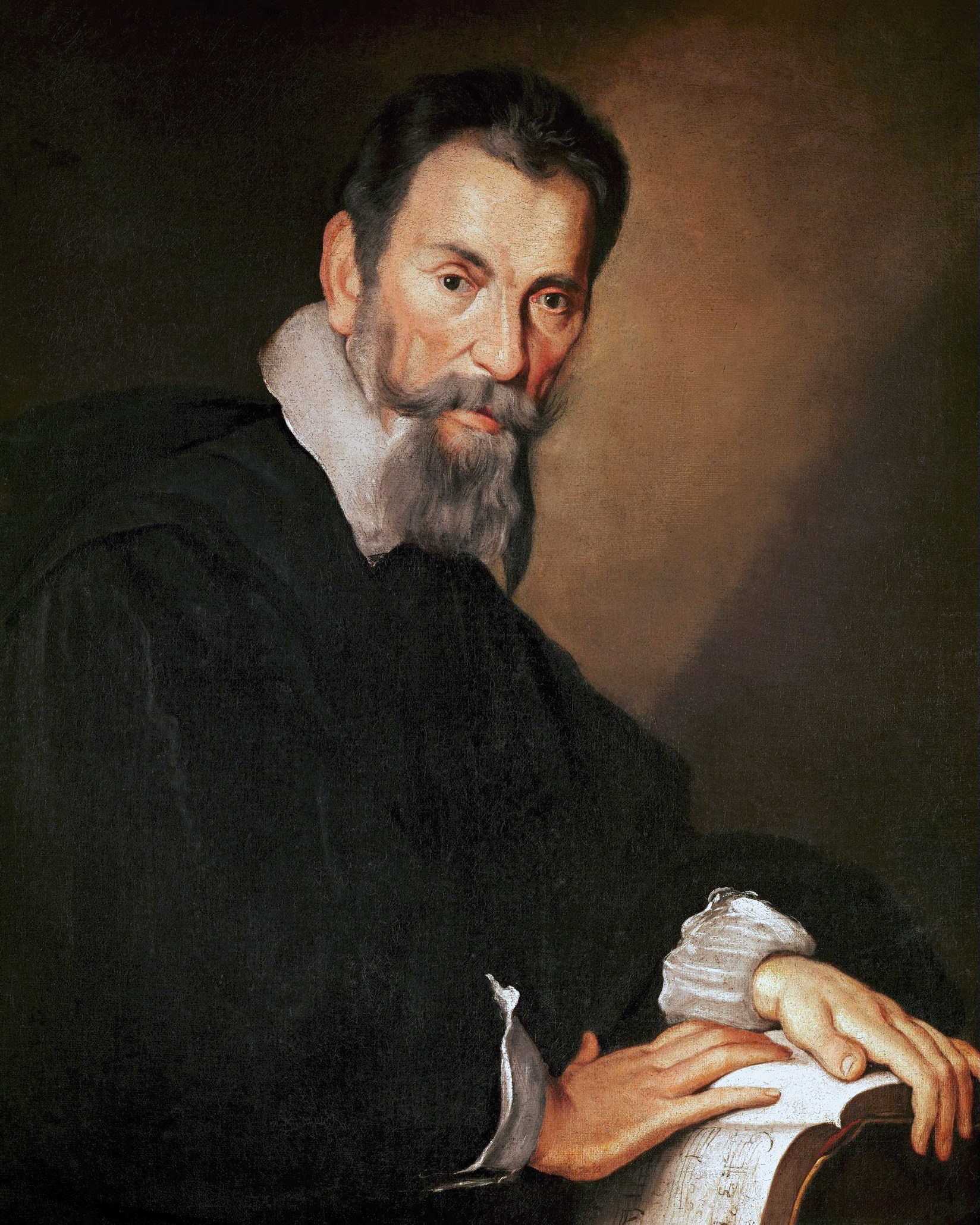
Claudio Monteverdi, autor opery

## Osoby
- Fortuna (sopran);
- Cnota (sopran);
- Amor (sopran);
- Poppea (sopran) – ukochana Nerona;
- Neron (sopran) – cesarz Rzymu;
- Oktawia (sopran) – żona Nerona;
- Otton (kontralt) – pierwszy ukochany Poppei;
- Seneka (bas) – mędrzec;
- Drusilla (sopran) – późniejsza ukochana Ottona;
- Arnalta (kontralt);
- Lukan (tenor);
- Mamka (kontralt);
- Paź (sopran);
- Dama dworu (sopran);
- Wyzwoleniec (tenor);
- Żołnierz I (tenor);
- Żołnierz II (tenor);
- Liktor (bas);
- Pallas (sopran);
- Merkury (bas);
- Wenus (sopran);
- domownicy Seneki, konsule, trybuni etc. (chóry).

## Opis wydarzeń
W prologu do opery dyskutują ze sobą Fortuna i Cnota, przechwalając się między sobą. Do ich rozmowy wtrąca się Amor, chcąc pokazać, że to on właśnie rządzi światem, i zakłada się z wcześniej dysputującymi, że uda mu się swoje twierdzenie udowodnić.
Pod działaniem Amora Neron zakochuje się w ukochanej Ottona, Poppei, co nie zadowala cesarzowej Oktawii, stąd też cesarz ma zamiar ją oddalić. Poppea natomiast, widząc, że władca staje się jej zalotnikiem, tym bardziej go uwodzi, będąc łasą na jego zaszczyty i godności. Otton chce zachować swą oblubienicę przy sobie, jednak żaden jego wysiłek nie okazał się skuteczny. Dotychczasowa cesarzowa zostaje wygnana, co likwiduje główną przeszkodę do uznania Poppei za cesarską małżonkę. W drogę Neronowi chce jeszcze wejść mędrzec Seneka, uznający zachowanie władcy za niemoralne; poucza on monarchę, jednak — wobec bezskuteczności swych poczynań — popełnia samobójstwo.
W Ottonie zakochała się natomiast Drusilla — ten, mając nową adoratorkę, chce zabić dawną ukochaną, przebierając się za tę pierwszą. Próba morderstwa, przez działanie Amora, okazuje się nieudana, a oskarżoną za nią staje się niewinna Drusilla. Cesarz okazuje jej łaskę i nie skazuje na śmierć, lecz każe zastosować wobec niej tortury, a następnie wygnać razem z Ottonem. Dzięki temu może w końcu koronować Poppeę na cesarzową. Senat rzymski składa nowej władczyni hołd, Amor tryumfuje, zaś Neron z Poppeą oddają sobie pocałunek.

## Wersje opery
Istnieją dwie główne wersje opery, różniące się niewielkimi, acz zauważalnymi szczegółami: wenecka, pt. L'incoronazione di Poppea, oraz neapolitańska, pt. Il Nerone ossia L’incoronazione di Poppea. Ponadto najprawdopodobniej finałowy duet Pur ti miro jest dziełem innego kompozytora, którym zapewne był Benedetto Ferrari – duet ten występuje również w jego operze Il pastore regio.

## Znaczenie
Koronacja Poppei uznawana jest za szczytowe osiągnięcie Monteverdiego, sędziwego już w czasie jej tworzenia i uznawanego za wielkiego kompozytora; nie dla pieniędzy ani dla sławy, lecz by okazać swój muzyczny kunszt wypracowany przez całe życie. Libretto natomiast uznawane jest za rewolucyjne, gdyż wywyższa niegodziwe czyny Nerona i pochwala miłość, która prowadzi do wielu niegodziwości. Sztuka nie kończy się schematycznie zwycięstwem sprawiedliwych nad nieuczciwymi, lecz odwrotnie, realistycznie ukazując świat bez upiększeń.